# Гоффредо Альберти
Гоффредо Альберти (итал. Goffredo Alberti;  1083, Флоренция – 10 ноября 1146, Флоренция) — итальянский религиозный деятель, епископ Флоренции с 1113 по 1142 год. Представитель рода Альберти. Способствовал усилению влияния дома Альберти в Тоскане. Время его правления было омрачено конфликтами с духовенством его епархии и жителями Флоренции. Несмотря на это Гоффредо занимал должность епископа до своей смерти в 1146 году.

## Биография
Гоффредо родился около в 1083 года в семье графа Прато Альберто II и его жены Софии.
С детства он был предназначен для церковной карьеры. Его семья сделала щедрые пожертвования церкви. Благодаря этому в 1113 году Папа Римский Пасхалий II назначил его епископом Флоренции. На этой должности он сменил епископа Раньери. Став епископом Гоффредо, которому в тот момент было всего 30 лет, начал открыто заниматься коммерческой деятельностью. Мирские интересы нового епископа привели к конфликту с священниками его епархии в который пришлось вмешаться самому Папе. Буллой Iam dudum от 3 марта 1116 года Пасхалий II лишил церковного сана, заставив оправдаться перед папским трибуналом, священников Джованни ди Сан Лоренцо, Пьетро ди Сан Пьетро, Рамбальдо ди Сан Стефано и архидьякона епархии за то, что они несправедливо обвинили прелата в симонии.
Несколько лет спустя папы Каллисто II (20 ноября 1124 г.) и Гонорий II (13 января 1125 г.) вновь вмешались в дела флорентийской епархии, чтобы разрешить спор, возникший между епископом и народом, с одной стороны, и монахинями монастыря Санта-Феличита, с другой, приказав первым не нарушать покой этого монастыря и воздержаться от строительства церкви рядом с ним.
С 13 августа по 13 ноября 1138 года  Гоффредо наложил на Флоренцию интердикт из-за недовольства народ на налоги наложенные епископом. При этом он не погнушался через некоторое время спустя обратиться за помощью к своей пастве, чтобы защитить с помощью флорентийцев домен своей семьи. Его пребывание на флорентийском престоле, безусловно, способствовало усилению влияния его рода в регионе. В дарственной грамоте о пожаловании земель аббатству Сан Томмазо ин Капрая (12 ноября 1142 г.) Гоффредо, обращаясь к аббатисе Берте, которая была его двоюродной сестре, упоминает их родство и близость её отца Ильдебрандо и его родителя Альберто.
К 1139 году конфликты духовенством и прихожанами прекратились, благодаря чему Гоффредо удалось провести епархиальный синод во Флоренции.
Умер 10 ноября 1146 года во Флоренции.